# Una setmana
Una setmana (anglès: One Week) és un curtmetratge de comèdia del 1920 protagonitzat per Buster Keaton. Aquesta és la primera pel·lícula realitzada només per Keaton, qui anteriorment havia treballat durant diversos anys amb Roscoe Arubckle. El 2008, el National Film Registry de la Biblioteca del Congrés dels Estats Units la va seleccionar per a la seva preservació degut al seu interès cultural, històric o estètic. Els intertítols han estat traduïts al català.

## Argument

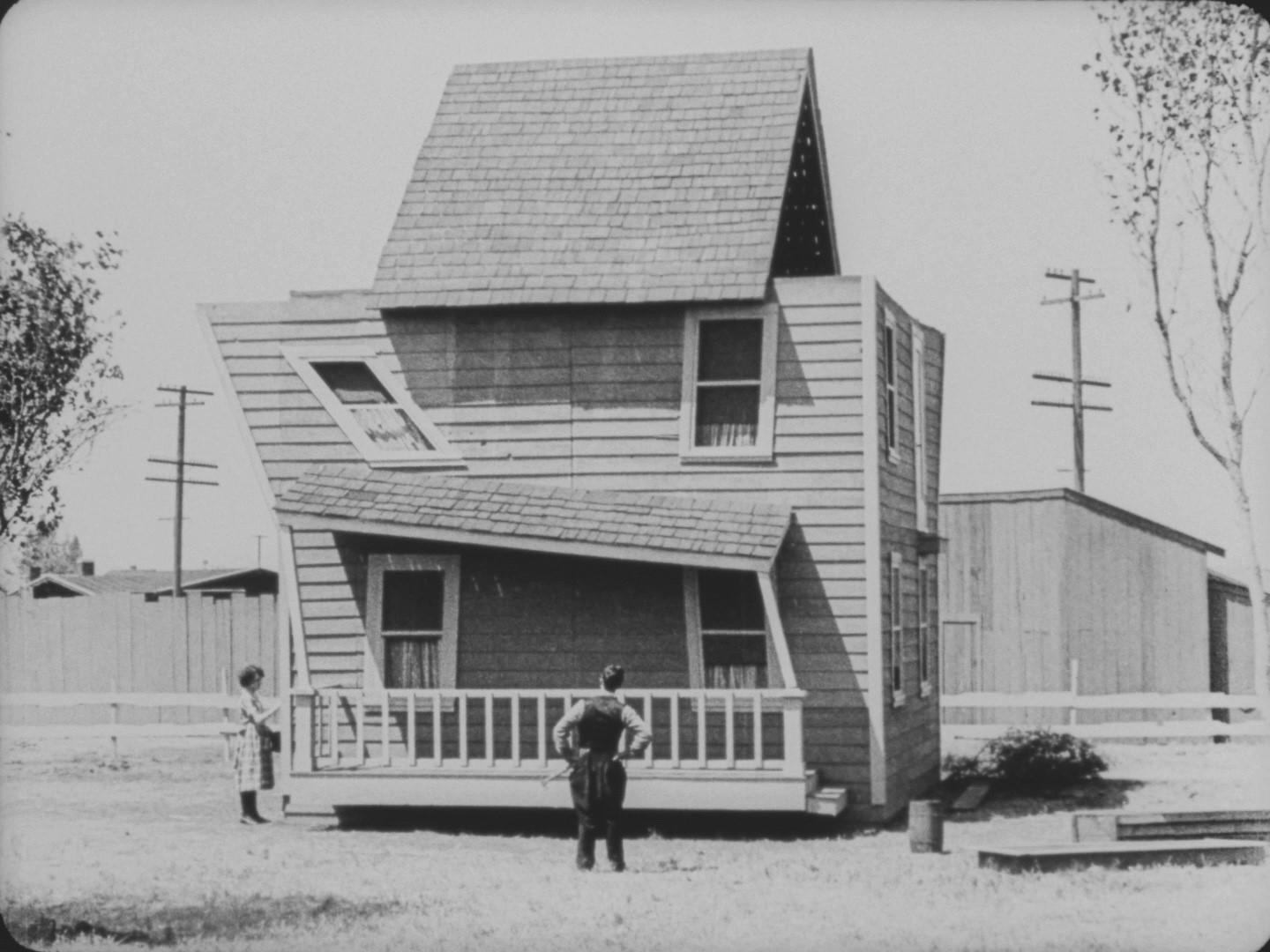
En Keaton admira la seva casa 'fes-ho tu mateix'.

La història tracta sobre una parella de casats, en Keaton i la Seely, que reben com a regal de casament una casa del tipus Fes-ho tu mateix. Suposadament és possible construir la casa en una setmana. Un treballador enutjat amb el fabricant canvia de forma secreta els números dels diferents paquets. La pel·lícula narra les peripècies d'en Keaton en tractar de muntar la casa segons els plànols erronis. Com si això no fos prou, en Keaton descobreix que ha construït la casa al terreny equivocat i ha de desplaçar-la. La pel·lícula arriba al seu clímax quan la casa es queda entaforada a les vies del tren. En Keaton i la Seely intenten moure-la per allunyar-la d'un tren que s'apropa, que afortunadament passa per la via paral·lela. Mentre la parella respira alleujada, la casa és destruïda per l'impacte d'un altre tren que circulava per aquella via. En Keaton contempla l'escena, col·loca un cartell on diu En venda sobre les runes, adjuntant el manual d'instruccions per a muntar l'habitatge, i se'n va caminant amb la Seely.